# Yuri Zabrodin
Yuri Zabrodin (en ruso: Юрий Иванович Забродин; Ivánovo, 7 de septiembre de 1927 - ibídem, 10 de diciembre de 2014) fue un entrenador y jugador de fútbol ruso que jugaba en la demarcación de delantero.

## Biografía
Debutó como futbolista en 1945 con el FC Tekstilshchik Ivanovo, donde jugó doce partidos en la temporada que permaneció. Tras un breve paso por el Kosmos-Kirovets, fichó por el FC Zenit de San Petersburgo. En el club fue donde marcó su primer gol, jugando 16 partidos y quedando en quinta posición en liga. Volvió a jugar en el FC Tekstilshchik Ivanovo, con un breve paso por el FC Dynamo San Petersburgo. Finalmente se retiró en 1952. Cinco años más tarde, el FC Sibir Novosibirsk se hizo con sus servicios para el cargo de entrenador. También entrenó al SKA Novosibirsk, FC Tekstilshchik Ivanovo, FC Znamya Truda Orekhovo-Zuyevo, FC KUZBASS Kemerovo y al FC Sokol Saratov, último equipo al que entrenó, en 1984.
Falleció el 10 de diciembre de 2014 a los 87 años de edad.

## Clubes

### Como futbolista
| Club                        | País          | Año         | Partidos | Goles |
| --------------------------- | ------------- | ----------- | -------- | ----- |
| FC Tekstilshchik Ivanovo    | RSFS de Rusia | 1945 - 1946 | 12       | 0     |
| Kosmos-Kirovets             | RSFS de Rusia | 1947        | ¿?       | ¿?    |
| FC Zenit de San Petersburgo | RSFS de Rusia | 1948 - 1949 | 16       | 1     |
| FC Dynamo San Petersburgo   | RSFS de Rusia | 1950        | 0        | 0     |
| FC Tekstilshchik Ivanovo    | RSFS de Rusia | 1951 - 1952 | 33       | 3     |

### Como entrenador
| Club                            | País          | Año         |
| ------------------------------- | ------------- | ----------- |
| FC Sibir Novosibirsk            | RSFS de Rusia | 1957 - 1960 |
| SKA Novosibirsk                 | RSFS de Rusia | 1960 - 1961 |
| FC Tekstilshchik Ivanovo        | RSFS de Rusia | 1962 - 1974 |
| FC Znamya Truda Orekhovo-Zuyevo | RSFS de Rusia | 1975        |
| FC KUZBASS Kemerovo             | RSFS de Rusia | 1976 - 1981 |
| FC Sokol Saratov                | RSFS de Rusia | 1982 - 1984 |